# Trójkąt równoboczny

Trójkąt równoboczny

Trójkąt równoboczny – trójkąt, którego wszystkie boki mają taką samą długość; szczególny przypadek trójkąta równoramiennego. Jest przykładem wielokąta foremnego.

## Własności
Niech {\displaystyle a} oznacza długość boku trójkąta równobocznego. Wtedy:
- każdy jego kąt wewnętrzny ma miarę:

{\displaystyle \alpha ={\frac {\pi }{3}}=60^{\circ },}
- obwód wynosi:

{\displaystyle L=3a,}
- wysokość ma długość[2]:

{\displaystyle h={\frac {a~{\sqrt {3}}}{2}}\approx 0{,}866~a,}
- pole powierzchni jest równe[2]:

{\displaystyle S={\frac {a^{2}~{\sqrt {3}}}{4}}\approx 0{,}433~a^{2},}
- długość promienia okręgu wpisanego wynosi[2]:

{\displaystyle r={\frac {1}{3}}h={\frac {a{\sqrt {3}}}{6}}\approx 0{,}289~a,}
- długość promienia okręgu opisanego wynosi[2]:

{\displaystyle R={\frac {2}{3}}h={\frac {a{\sqrt {3}}}{3}}\approx 0{,}577~a,}
- jego wysokości pokrywają się z dwusiecznymi, symetralnymi i środkowymi oraz dzielą się wzajemnie w stosunku 1 : 2.

## Zależności liczbowe w trójkącie równobocznym
Niech dodatkowo {\displaystyle L_{r},L_{R}} oznaczają odpowiednio obwód okręgu wpisanego i opisanego, zaś {\displaystyle S_{r},S_{R}} – odpowiednio pole koła wpisanego i opisanego.
| {\displaystyle =}     | {\displaystyle a}                              | {\displaystyle h}                             | {\displaystyle S}                                        | {\displaystyle r}                 | {\displaystyle R}                              | {\displaystyle L_{r}}                                        | {\displaystyle L_{R}}                                         | {\displaystyle S_{r}}                             | {\displaystyle S_{R}}                                       |
| --------------------- | ---------------------------------------------- | --------------------------------------------- | -------------------------------------------------------- | --------------------------------- | ---------------------------------------------- | ------------------------------------------------------------ | ------------------------------------------------------------- | ------------------------------------------------- | ----------------------------------------------------------- |
| {\displaystyle a}     | {\displaystyle a}                              | {\displaystyle {\frac {2h{\sqrt {3}}}{3}}}    | {\displaystyle 2{\sqrt {\frac {S{\sqrt {3}}}{3}}}}       | {\displaystyle 2r{\sqrt {3}}}     | {\displaystyle R{\sqrt {3}}}                   | {\displaystyle {\frac {L_{r}{\sqrt {3}}}{\pi }}}             | {\displaystyle {\frac {L_{R}{\sqrt {3}}}{2\pi }}}             | {\displaystyle 2{\sqrt {\frac {3S_{r}}{\pi }}}}   | {\displaystyle {\sqrt {\frac {3S_{R}}{\pi }}}}              |
| {\displaystyle h}     | {\displaystyle {\frac {a{\sqrt {3}}}{2}}}      | {\displaystyle h}                             | {\displaystyle {\sqrt {S{\sqrt {3}}}}}                   | {\displaystyle 3r}                | {\displaystyle {\frac {3}{2}}R}                | {\displaystyle {\frac {3L_{r}}{2\pi }}}                      | {\displaystyle {\frac {3L_{R}}{4\pi }}}                       | {\displaystyle 3{\sqrt {\frac {S_{r}}{\pi }}}}    | {\displaystyle {\frac {3}{2}}{\sqrt {\frac {S_{R}}{\pi }}}} |
| {\displaystyle S}     | {\displaystyle {\frac {a^{2}{\sqrt {3}}}{4}}}  | {\displaystyle {\frac {h^{2}{\sqrt {3}}}{3}}} | {\displaystyle S}                                        | {\displaystyle 3r^{2}{\sqrt {3}}} | {\displaystyle {\frac {3R^{2}{\sqrt {3}}}{4}}} | {\displaystyle {\frac {3{L_{r}}^{2}{\sqrt {3}}}{4\pi ^{2}}}} | {\displaystyle {\frac {3{L_{R}}^{2}{\sqrt {3}}}{16\pi ^{2}}}} | {\displaystyle {\frac {3S_{r}{\sqrt {3}}}{\pi }}} | {\displaystyle {\frac {3S_{R}{\sqrt {3}}}{4\pi }}}          |
| {\displaystyle r}     | {\displaystyle {\frac {a{\sqrt {3}}}{6}}}      | {\displaystyle {\frac {1}{3}}h}               | {\displaystyle {\frac {\sqrt {S{\sqrt {3}}}}{3}}}        | {\displaystyle r}                 | {\displaystyle {\frac {1}{2}}R}                | {\displaystyle {\frac {L_{r}}{2\pi }}}                       | {\displaystyle {\frac {L_{R}}{4\pi }}}                        | {\displaystyle {\sqrt {\frac {S_{r}}{\pi }}}}     | {\displaystyle {\sqrt {\frac {S_{R}}{4\pi }}}}              |
| {\displaystyle R}     | {\displaystyle {\frac {a{\sqrt {3}}}{3}}}      | {\displaystyle {\frac {2}{3}}h}               | {\displaystyle {\frac {2{\sqrt {S{\sqrt {3}}}}}{3}}}     | {\displaystyle 2r}                | {\displaystyle R}                              | {\displaystyle {\frac {L_{r}}{\pi }}}                        | {\displaystyle {\frac {L_{R}}{2\pi }}}                        | {\displaystyle 2{\sqrt {\frac {S_{r}}{\pi }}}}    | {\displaystyle {\sqrt {\frac {S_{R}}{\pi }}}}               |
| {\displaystyle L_{r}} | {\displaystyle {\frac {\pi a{\sqrt {3}}}{3}}}  | {\displaystyle {\frac {2\pi h}{3}}}           | {\displaystyle {\frac {2\pi {\sqrt {S{\sqrt {3}}}}}{3}}} | {\displaystyle 2\pi r}            | {\displaystyle \pi R}                          | {\displaystyle L_{r}}                                        | {\displaystyle {\frac {L_{R}}{2}}}                            | {\displaystyle 2{\sqrt {\pi S_{r}}}}              | {\displaystyle {\sqrt {\pi S_{R}}}}                         |
| {\displaystyle L_{R}} | {\displaystyle {\frac {2\pi a{\sqrt {3}}}{3}}} | {\displaystyle {\frac {4\pi h}{3}}}           | {\displaystyle {\frac {4\pi {\sqrt {S{\sqrt {3}}}}}{3}}} | {\displaystyle 4\pi r}            | {\displaystyle 2\pi R}                         | {\displaystyle 2L_{r}}                                       | {\displaystyle L_{R}}                                         | {\displaystyle 4{\sqrt {\pi S_{r}}}}              | {\displaystyle 2{\sqrt {\pi S_{R}}}}                        |
| {\displaystyle S_{r}} | {\displaystyle {\frac {\pi a^{2}}{12}}}        | {\displaystyle {\frac {\pi h^{2}}{9}}}        | {\displaystyle {\frac {\pi S{\sqrt {3}}}{9}}}            | {\displaystyle \pi r^{2}}         | {\displaystyle {\frac {\pi R^{2}}{4}}}         | {\displaystyle {\frac {{L_{r}}^{2}}{4\pi }}}                 | {\displaystyle {\frac {{L_{R}}^{2}}{16\pi }}}                 | {\displaystyle S_{r}}                             | {\displaystyle {\frac {S_{R}}{4}}}                          |
| {\displaystyle S_{R}} | {\displaystyle {\frac {\pi a^{2}}{3}}}         | {\displaystyle {\frac {4\pi h^{2}}{9}}}       | {\displaystyle {\frac {4\pi S{\sqrt {3}}}{9}}}           | {\displaystyle 4\pi r^{2}}        | {\displaystyle \pi R^{2}}                      | {\displaystyle {\frac {{L_{r}}^{2}}{\pi }}}                  | {\displaystyle {\frac {{L_{R}}^{2}}{4\pi }}}                  | {\displaystyle 4S_{r}}                            | {\displaystyle S_{R}}                                       |